# Befehlshaber der Aufklärungsstreitkräfte
Der Befehlshaber der Aufklärungsstreitkräfte (B. d. A.) war eine Kommandobehörde der Reichsmarine und der Kriegsmarine.

## Geschichte
Zeitgleich zum Befehlshaber der Linienschiffe wurde Anfang Januar 1930 in der Reichsmarine aus dem Befehlshaber der Seestreitkräfte der Ostsee der Befehlshaber der Aufklärungsstreitkräfte, ebenfalls dem Flottenkommando unterstellt, eingerichtet. In Friedenszeiten waren dem B. d. A. grundsätzlich die Kreuzer, der Führer der Torpedoboote und die Führer der Minensuchboote unterstellt. Ausnahmen waren Schiffe, welche den Inspektionen zugeteilt oder für anderweitige Zwecke eingesetzt wurden.
1931 nahm der B. d. A. mit seinem Flaggschiff Königsberg und der 4. Torpedobootshalbflottille (Albatros, Falke, Greif und Möwe) an den Feierlichkeiten zum 10. Jahrestag der Lettischen Marine in Libau teil. 1932 vertrat der Verband mit dem Leichten Kreuzer Königsberg und den Torpedobooten Albatros, Falke, Möwe, Seeadler und Kondor das Deutsche Reich bei den Feierlichkeiten zur Verlobung des schwedischen Erbprinzen Gustav Adolf mit der deutschen Prinzessin Sibylla von Sachsen-Coburg und Gotha.
Am 25. August 1936 übergab Konteradmiral Rolf Carls die Spanienstreitkräfte an den B. d. A. Damit befehligte der B. d. A. in der Anfangsphase des Spanischen Bürgerkrieges bis 3. August 1937 zusätzlich die deutschen Seestreitkräfte vor der spanischen Küste.
Mit Kriegsbeginn war der B. d. A. bis Ende August 1939 auch Seebefehlshaber Ost. Die Minensuchboote wurde mit Kriegsbeginn dem Befehlshaber der Sicherung der Ostsee und dem Befehlshaber der Sicherung der Nordsee unterstellt. Es folgte einer Verlegung in die Nordsee und die Übernahme von u. a. Minenunternehmungen an der Küsten Englands. Im November 1939 wurde der Führer der Torpedoboote in einen Führer der Zerstörer und Führer der Torpedoboote geteilt, wobei die Unterstellung unter den B. d. A. erhalten blieb.
In der Nacht vom 12. auf den 13. Dezember 1939 bildete die Leipzig mit dem Leichten Kreuzer Köln und der Nürnberg unter dem Kommando des B. d. A. die Sicherung für fünf Zerstörer (Z 4 Richard Beitzen, Z 8 Bruno Heinemann, Z 14 Friedrich Ihn, Z 15 Erich Steinbrinck und Z 19 Hermann Künne), die bei Newcastle eine Minensperre legten. Aus dem Grund, da es die Vermutung von U-Boot-Angriffen gab, ließ Lütjens seinen Verband im Zickzackkurs mit Höchstfahrt auf die deutschen Zerstörer zulaufen. Seine Befürchtungen trafen zu, als die drei Schiffe vom britischen U-Boot Salmon gesichtet und angegriffen wurden. Die Leipzig und die Nürnberg wurden torpediert und schwer beschädigt. Dass Lütjens an diesem Tag nicht seinen gesamten Verband verlor, ist der Tatsache zu verdanken, dass die herbeieilenden Zerstörer ihrerseits für den Schutz der wehrlosen Kreuzer sorgten. Trotz dieses Rückschlages liefen deutsche Zerstörer und Kreuzer von Oktober 1939 bis Februar 1940 zu zwölf Mineneinsätzen in der Nordsee aus. Ihre Hauptziele waren neben Newcastle die Gewässer vor Hull, Cromer, die Shetland-Enge und die Themsemündung.
Beim Unternehmen Weserübung im April 1940 führte der B. d. A. die Kriegsschiffgruppe 3 (Bergen).
Ab 1. August 1940 erhielt der Befehlshaber der Aufklärungsstreitkräfte die Bezeichnung Befehlshaber der Kreuzer.

## Gliederung
- Flaggschiff Königsberg, bis Februar 1936
- Köln
- Emden, von 1. Januar 1932[4] bis 1933 und 1940 für das Unternehmen Weserübung
- Karlsruhe, von Juli 1936 bis zur Selbstversenkung am 9. April 1940 nach dem Unternehmen Weserübung
- Leipzig
- Nürnberg
- Führer der Torpedoboote

## Befehlshaber
- Konteradmiral Walter Gladisch: 1930, ab Anfang 1929 Befehlshaber der Seestreitkräfte der Ostsee
- Konteradmiral Conrad Albrecht: von September 1930 bis Oktober 1932
- Konteradmiral Hans Kolbe: von 1932 bis 1934
- Konteradmiral Hermann Boehm: von Herbst 1934 bis April 1937
- Konteradmiral/Vizeadmiral Hermann Densch: von September 1937 bis Oktober 1939
- Konteradmiral/Vizeadmiral Günther Lütjens: von Oktober 1939 bis April 1940, vormals Führer der Torpedoboote
- Konteradmiral Hubert Schmundt: von April 1940 bis August 1940, anschließend Befehlshaber der Kreuzer

## Erster Admiralstabsoffizier (Auswahl)
- Korvettenkapitän Otto Backenköhler: von September 1931 bis Oktober 1933
- Korvettenkapitän/Fregattenkapitän Hans Langsdorff
- Korvettenkapitän/Fregattenkapitän Wilhelm Meendsen-Bohlken: von August 1936 bis Mai 1938
- Kapitän zur See Karl Hoffmann: von Mai 1938 bis August 1940

## Admiralstabsoffizier (Auswahl)
- Kapitänleutnant Otto Klüber: um 1931
- Kapitänleutnant Ernst-Felix Krüder: von März 1933 bis September 1934